# Luisa di Schleswig-Holstein-Sonderburg-Glücksburg
Luisa di Schleswig-Holstein-Sonderburg-Glücksburg (nome completo: Karoline Luise Juliane von Schleswig-Holstein-Sonderburg-Glücksburg; Güby, 6 gennaio 1858 – Marburgo, 2 luglio 1936) fu principessa di Schleswig-Holstein-Sonderburg-Glücksburg per nascita e principessa di Waldeck-Pyrmont per matrimonio.

## Biografia
Era la terza figlia di Federico di Schleswig-Holstein-Sonderburg-Glücksburg e della principessa Adelaide di Schaumburg-Lippe e nipote di Cristiano IX di Danimarca.

## Matrimonio e figli
Luisa sposò il maturo Giorgio Vittorio di Waldeck e Pyrmont, figlio di Giorgio II di Waldeck e Pyrmont e di Emma di Anhalt-Bernburg-Schaumburg-Hoym, il 29 aprile 1891 a Schloss Luisenlund, avendone un figlio:
- Sua Altezza Serenissima Principe Wolrad di Waldeck e Pyrmont (26 giugno 1892 - 14 ottobre 1914), che morì in combattimento nei primi mesi della prima guerra mondiale.[3]

Luisa rimase vedova dopo tredici mesi, divenendo matrigna della numerosa prole dal primo matrimonio del marito con Elena di Nassau, tra cui c'era Emma regina dei Paesi Bassi (di soli sette mesi più giovane di lei) e la Principessa Elena, Duchessa di Albany.

## Ascendenza
|                                                                   |                                    |                                                          | Genitori                                               |  |  | Nonni |  |  | Bisnonni                                                |  |  | Trisnonni                                               |  |
|                                                                   |                                    |                                                          |                                                        |  |  |       |  |  | 8. Federico Carlo di Schleswig-Holstein-Sonderburg-Beck |  |  | 16. Carlo Antonio di Schleswig-Holstein-Sonderburg-Beck |  |
|                                                                   |                                    |                                                          |                                                        |  |  |       |  |  | 8. Federico Carlo di Schleswig-Holstein-Sonderburg-Beck |  |  | 16. Carlo Antonio di Schleswig-Holstein-Sonderburg-Beck |  |
|                                                                   |                                    | 17. Federica di Dohna-Schlobitten e Leistenau            |                                                        |  |  |       |  |  | 8. Federico Carlo di Schleswig-Holstein-Sonderburg-Beck |  |  |                                                         |  |
| 4. Federico Guglielmo di Schleswig-Holstein-Sonderburg-Glücksburg |                                    |                                                          |                                                        |  |  |       |  |  | 8. Federico Carlo di Schleswig-Holstein-Sonderburg-Beck |  |  |                                                         |  |
|                                                                   |                                    | 9. Federica di Schlieben                                 | 18. Carlo Leopoldo di Schlieben                        |  |  |       |  |  |                                                         |  |  |                                                         |  |
|                                                                   |                                    | 9. Federica di Schlieben                                 | 18. Carlo Leopoldo di Schlieben                        |  |  |       |  |  |                                                         |  |  |                                                         |  |
|                                                                   |                                    | 9. Federica di Schlieben                                 | 19. Maria Eleonora di Lehndorff                        |  |  |       |  |  |                                                         |  |  |                                                         |  |
| 2. Federico di Schleswig-Holstein-Sonderburg-Glücksburg           |                                    | 9. Federica di Schlieben                                 |                                                        |  |  |       |  |  |                                                         |  |  |                                                         |  |
|                                                                   |                                    | 10. Carlo d'Assia-Kassel                                 | 20. Federico II d'Assia-Kassel                         |  |  |       |  |  |                                                         |  |  |                                                         |  |
|                                                                   |                                    | 10. Carlo d'Assia-Kassel                                 | 20. Federico II d'Assia-Kassel                         |  |  |       |  |  |                                                         |  |  |                                                         |  |
|                                                                   |                                    | 10. Carlo d'Assia-Kassel                                 | 21. Maria di Hannover                                  |  |  |       |  |  |                                                         |  |  |                                                         |  |
| 5. Luisa Carolina d'Assia-Kassel                                  |                                    | 10. Carlo d'Assia-Kassel                                 |                                                        |  |  |       |  |  |                                                         |  |  |                                                         |  |
|                                                                   |                                    | 11. Luisa di Danimarca                                   | 22. Federico V di Danimarca                            |  |  |       |  |  |                                                         |  |  |                                                         |  |
|                                                                   |                                    | 11. Luisa di Danimarca                                   | 22. Federico V di Danimarca                            |  |  |       |  |  |                                                         |  |  |                                                         |  |
|                                                                   |                                    | 11. Luisa di Danimarca                                   | 23. Luisa di Hannover                                  |  |  |       |  |  |                                                         |  |  |                                                         |  |
| 1. Luisa di Schleswig-Holstein-Sonderburg-Glücksburg              |                                    | 11. Luisa di Danimarca                                   |                                                        |  |  |       |  |  |                                                         |  |  |                                                         |  |
|                                                                   | 12. Filippo II di Schaumburg-Lippe | 24. Federico Ernesto di Lippe-Alverdissen                |                                                        |  |  |       |  |  |                                                         |  |  |                                                         |  |
|                                                                   | 12. Filippo II di Schaumburg-Lippe | 24. Federico Ernesto di Lippe-Alverdissen                |                                                        |  |  |       |  |  |                                                         |  |  |                                                         |  |
|                                                                   | 12. Filippo II di Schaumburg-Lippe | 25. Dorotea Amalia di Schleswig-Holstein-Sonderburg-Beck |                                                        |  |  |       |  |  |                                                         |  |  |                                                         |  |
| 6. Giorgio Guglielmo di Schaumburg-Lippe                          | 12. Filippo II di Schaumburg-Lippe |                                                          |                                                        |  |  |       |  |  |                                                         |  |  |                                                         |  |
|                                                                   |                                    | 13. Giuliana d'Assia-Philippsthal                        | 26. Guglielmo d'Assia-Philippsthal                     |  |  |       |  |  |                                                         |  |  |                                                         |  |
|                                                                   |                                    | 13. Giuliana d'Assia-Philippsthal                        | 26. Guglielmo d'Assia-Philippsthal                     |  |  |       |  |  |                                                         |  |  |                                                         |  |
|                                                                   |                                    | 13. Giuliana d'Assia-Philippsthal                        | 27. Ulrica Eleonora d'Assia-Philippsthal-Barchfeld     |  |  |       |  |  |                                                         |  |  |                                                         |  |
| 3. Adelaide di Schaumburg-Lippe                                   |                                    | 13. Giuliana d'Assia-Philippsthal                        |                                                        |  |  |       |  |  |                                                         |  |  |                                                         |  |
|                                                                   |                                    | 14. Giorgio I di Waldeck e Pyrmont                       | 28. Carlo Augusto Federico di Waldeck e Pyrmont        |  |  |       |  |  |                                                         |  |  |                                                         |  |
|                                                                   |                                    | 14. Giorgio I di Waldeck e Pyrmont                       | 28. Carlo Augusto Federico di Waldeck e Pyrmont        |  |  |       |  |  |                                                         |  |  |                                                         |  |
|                                                                   |                                    | 14. Giorgio I di Waldeck e Pyrmont                       | 29. Cristiana Enrichetta del Palatinato-Zweibrücken    |  |  |       |  |  |                                                         |  |  |                                                         |  |
| 7. Ida di Waldeck e Pyrmont                                       |                                    | 14. Giorgio I di Waldeck e Pyrmont                       |                                                        |  |  |       |  |  |                                                         |  |  |                                                         |  |
|                                                                   |                                    | 15. Augusta di Schwarzburg-Sondershausen                 | 30. Cristiano Günther III di Schwarzburg-Sondershausen |  |  |       |  |  |                                                         |  |  |                                                         |  |
|                                                                   |                                    | 15. Augusta di Schwarzburg-Sondershausen                 | 30. Cristiano Günther III di Schwarzburg-Sondershausen |  |  |       |  |  |                                                         |  |  |                                                         |  |
|                                                                   |                                    | 15. Augusta di Schwarzburg-Sondershausen                 | 31. Carlotta Guglielmina di Anhalt-Bernburg            |  |  |       |  |  |                                                         |  |  |                                                         |  |
|                                                                   |                                    | 15. Augusta di Schwarzburg-Sondershausen                 |                                                        |  |  |       |  |  |                                                         |  |  |                                                         |  |

## Titoli e trattamento
- 6 gennaio 1858 - 29 aprile 1891: Sua Altezza Serenissima la Principessa Luisa di Schleswig-Holstein-Sonderburg-Glücksburg
- 29 aprile 1891 - 12 maggio 1893: Sua Altezza Serenissima la Principessa di Waldeck e Pyrmont
- 12 maggio 1893 - 2 luglio 1936: Sua Altezza Serenissima la Principessa Vedova di Waldeck e Pyrmont